# La Chapelle-du-Bourgay
La Chapelle-du-Bourgay é uma comuna francesa na região administrativa da Normandia, no departamento de Sena Marítimo. Estende-se por uma área de 3 km². Em 2010 a comuna tinha 125 habitantes (densidade: 41,7 hab./km²).